# ウドムスック駅
ウドムスック駅（ウドムスックえき、タイ語:สถานีอุดมสุข）は、タイ王国のバンコク都バーンナー区にあるスクムウィット通り上の高架線にあるバンコク・スカイトレイン（BTS）の駅。駅番号は「E12」。

## 駅構造
- 相対式ホーム2面2線を有する高架駅である。

### 駅階層
| 3階                          |                                                  |                        |
| 相対式ホーム                 |                                                  |                        |
| 1番線・上り■スクムウィット線 | バーンナー・ベーリング方面                       |                        |
| 2番線・下り■スクムウィット線 | プナウィティ・アソーク・サイアム・モーチット方面 |                        |
| 相対式ホーム                 |                                                  |                        |
| 2階                          | コンコース                                       | 自動券売機、自動改札口 |
| 1階                          | 出入口                                           | スクムウィット通り     |

## 路線バス
駅直下のスクムウィット通りには、各社路線バスが運行されている。

### 路線バス番号
25,38